# NGC 83
NGC 83 este o galaxie eliptică situată în constelația Andromeda. A fost descoperită 17 august 1828 de către John Herschel. Magnitudinea aparentă a acestei galaxii este de 14,2.